# Ferenc Seres
Ferenc Seres (* 3. listopadu 1945 Újkécske, Maďarsko) je bývalý maďarský zápasník, reprezentant v zápase řecko-římském.
V roce 1980 na olympijských hrách v Moskvě vybojoval v kategorii do 48 kg bronzovou medaili. Startoval také v roce 1972 na olympiádě v Mnichově, kde ve stejné kategorii vypadl ve třetím kole a v roce 1976 na hrách v Montréalu, kde opět v kategorii do 48 kg vypadl ve druhém kole. Je osminásobným šampiónem Maďarska.